# Resolutie 524 Veiligheidsraad Verenigde Naties
Resolutie 524 van de Veiligheidsraad van de Verenigde Naties werd met unanimiteit van stemmen aangenomen op 29 november 1982. De resolutie verlengde de UNDOF-waarnemingsmacht in de Golanhoogten met een half jaar.

## Achtergrond
Israël en Syrië kwamen na de Jom Kipoeroorlog in 1973 overeen de wapens neer te leggen. Een waarnemingsmacht van de Verenigde Naties moest op de uitvoer hiervan toezien. Tijdens de oorlog bezette Israël de Golanhoogten, die het in 1981 annexeerde.

## Inhoud
De Veiligheidsraad:
- Heeft het rapport van de secretaris-generaal Javier Pérez de Cuéllar over de Waarnemingsmacht overwogen.
- Beslist:
a. De partijen op te roepen resolutie 338 (1973) onmiddellijk uit te voeren.
b. Het mandaat van de macht met zes maanden te verlengen, tot 31 mei 1983.
c. De secretaris-generaal te vragen tegen die tijd te rapporteren over de ontwikkelingen.

## Verwante resoluties
- Resolutie 521 Veiligheidsraad Verenigde Naties
- Resolutie 523 Veiligheidsraad Verenigde Naties
- Resolutie 529 Veiligheidsraad Verenigde Naties
- Resolutie 531 Veiligheidsraad Verenigde Naties

Lijst ·  500 ·  501 ·  502 ·  503 ·  504 ·  505 ·  506 ·  507 ·  508 ·  509 ·  510 ·  511 ·  512 ·  513 ·  514 ·  515 ·  516 ·  517 ·  518 ·  519 ·  520 ·  521 ·  522 ·  523 ·  524 ·  525 ·  526 ·  527 ·  528